# カーミヤンシケ
カーミヤンシケ（ウクライナ語: Кам’янське、ラテン文字転写例：Kamyanske、IPA: [kɐmjɐnʲˈsʲkɛ]）は、ウクライナのドニプロペトローウシク州ヴィリノヒールシク地区にある都市。
ロシア帝国時代は、カーメンスコエ(ロシア語: Каменскоеラテン文字転写例：Kamenskoe)を称し、1936年にソ連の政治家フェリックス・ジェルジンスキーを記念してドニエプロジェルジンスク（ロシア語: Днепродзержинск、ラテン文字転写例：Dneprodzerzhinsk）に改称し、独立後は、ドニプロゼルジーンシク（ウクライナ語: Дніпродзержинськ、ラテン文字転写例：Dniprodzerzhynsk）を称した。
ドニプロ川の河岸に位置する。都市の高さは海抜120mである。面積は138km²。人口は226,845人（2022年1月1日）。

## 概要
史料ではカーミヤンシケとして1750年から見られる。1923年12月19日に市制施行された。
市内ではドニプロゼルジーンシク駅がある。首都キエフまでの直線距離は366kmであるが、鉄道で496km、車道で412kmとなっている。州庁所在地までの直線距離は27km、鉄道で36km、車道で40kmとなっている。ドニプロゼルジーンシクの日は、6月の最初の日曜日となっている。愛称はドニプロディームである。
1936年、秘密警察チェーカーを創設した政治家フェリックス・ジェルジンスキーにちなんでドニプロゼルジーンシクに改名された。2016年5月19日、ヴェルホーヴナ・ラーダはウクライナ国内の一部の地名・州名を変更する決議（決議番号4085）を採択し、同年6月1日に署名された。これによりドニプロゼルジーンシクはカーミヤンシケに改名された。
ソ連の指導者レオニード・ブレジネフの出生地としても知られる。

## 姉妹都市
- キェルツェ、ポーランド
- バブルイスク、ベラルーシ
- ヒムキ、ロシア
- テミルタウ、カザフスタン
- en:Alchevsk、ウクライナ